# S'Espalmador
S'Espalmador (pronunciat /səspəɫməˈðo/ o /səspəwməˈðo/) és una illa situada al nord de Formentera i al sud d'Eivissa, que depèn del municipi de Formentera i de la parròquia de Sant Ferran de ses Roques, i està inclosa al Parc natural de ses Salines.

## Nom
Segons la interpretació tradicional, el nom de l'illa, documentat per primera vegada el 1497, prové del verb «espalmar», que es refereix a les tasques de neteja i manteniment de les embarcacions que es feien a les cales protegides de l'illa. De fet, el nom d'espalmador es documenta com a substantiu genèric referit a una petita drassana. En canvi, segons Coromines és un topònim antic que seria paral·lel al de l'Espardell, de manera que serien l'Espart Major i l'Espartell. Es tractaria de dos topònims referents a l'ús de l'espart per part dels mestres d'aixa i calafats.

## Geografia

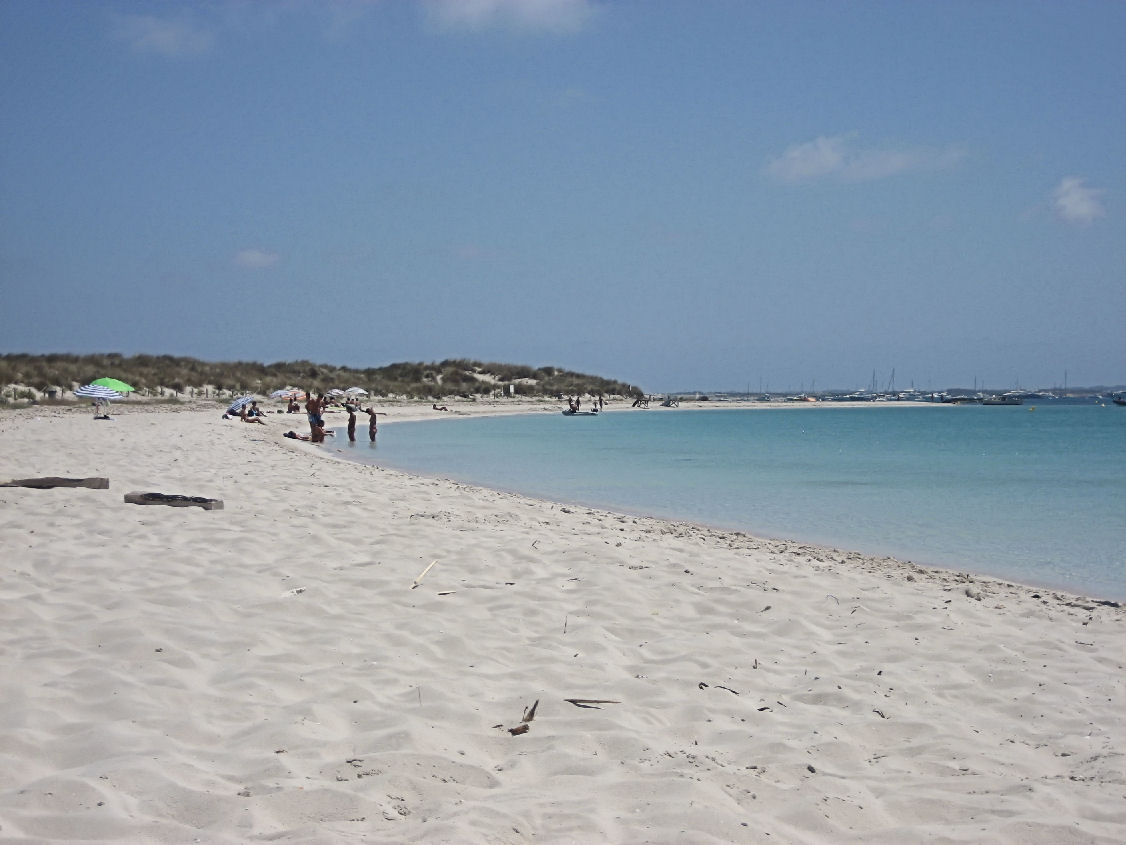
Platja de s'Alga, vista de nord a sud

Amb quasi 2 km² de superfície, 2.925 m de llargària i 800 m d'amplada, és l'illa més gran de les illes deshabitades de les Pitiüses. Està envoltada d'altres illes menors: des Porcs, sa Torreta, Casteví i s'Alga.
L'illa té una forma allargada de nord a sud. La punta des Pas, o de ses Savines, n'és l'extrem meridional i més oriental separat de la punta des Borronar de la península des Trucadors per un braç d'aigua de 50 m d'ample i 2 m de profunditat. Segons les condicions dels corrents d'aigua es Pas es pot travessar caminant. En determinades èpoques va arribar a estar unit físicament a Formentera per una llengua d'arena de poca o nul·la profunditat.

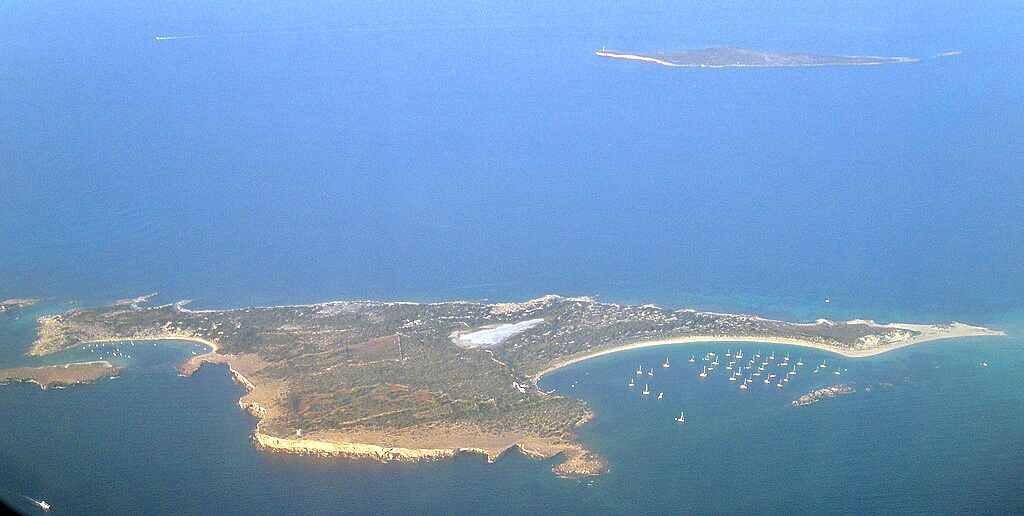
Vista aèria de s'Espalmador, en primer pla i s'Espardell, darrere.

El vessant oriental és una costa baixa amb platges de sorra al sud i formacions rocoses al nord amb dues petites cales: cala de Bocs Petit i cala de Bocs Gros. El punt més septentrional és la punta des Far d'en Pou situada a l'illa des Porcs que marca el límit entre Formentera i es Freus.
El vessant occidental és més variat amb dues badies, sa Torreta i s'Alga, separades pels penya-segats de la punta de sa Guardiola, el principal massís de l'illa amb 22 m d'alçada, on es troba la torre de sa Guardiola construïda el 1749.
La platja de sa Torreta, tancada per l'illa de sa Torreta, ha estat tradicionalment un refugi de pescadors. La badia de s'Alga, més gran, està protegida per l'illa de s'Alga i parcialment per l'illa de Casteví constituint el fondejador de s'Espalmador. És el lloc de destinació dels vaixells d'esbarjo i dels turistes que arriben d'excursió des de la Savina.
A l'interior de l'illa les formacions dunars tanquen dins les seves depressions una sèrie de zones humides d'aigua salabrosa entre les quals destaca la bassa pantanosa de s'Estanyol. És una llacuna fangosa on els turistes solen prendre banys de fang.

## Història
Existeixen unes restes d'instal·lacions púniques no excavades que indiquen que va existir un establiment entre els segles iii i I aC. En un promontori al nord de l'illa hi ha un jaciment arqueològic que podria ser una vil·la romana.
Durant els segles xvi i xvii, quan Formentera estava pràcticament despoblada, s'Espalmador va ser l'escenari d'alguns episodis bèl·lics entre pirates i eivissencs.
Després de la repoblació de Formentera, els recursos de s'Espalmador eren aprofitats a través de la pesca i l'extracció de marès. Durant part del segle xx va ser un punt estratègic per al tràfic de productes de contraban.
Al nord de l'Estanyol hi ha una casa de pagès tradicional, anomenada can Vidal, que ha estat des del segle xix habitada per majorals. El 1927 l'illa va ser comprada per l'empresari mataroní Bernard Cinnamond James, don Bernat. Es van construir uns habitatges al racó de l'Alga, al nord de la platja de l'Alga, amb un oratori dedicat a Sant Bernat. Avui és una residència estiuenca i l'illa és propietat dels seus descendents.